# 德魯翁·安蒂岡努斯

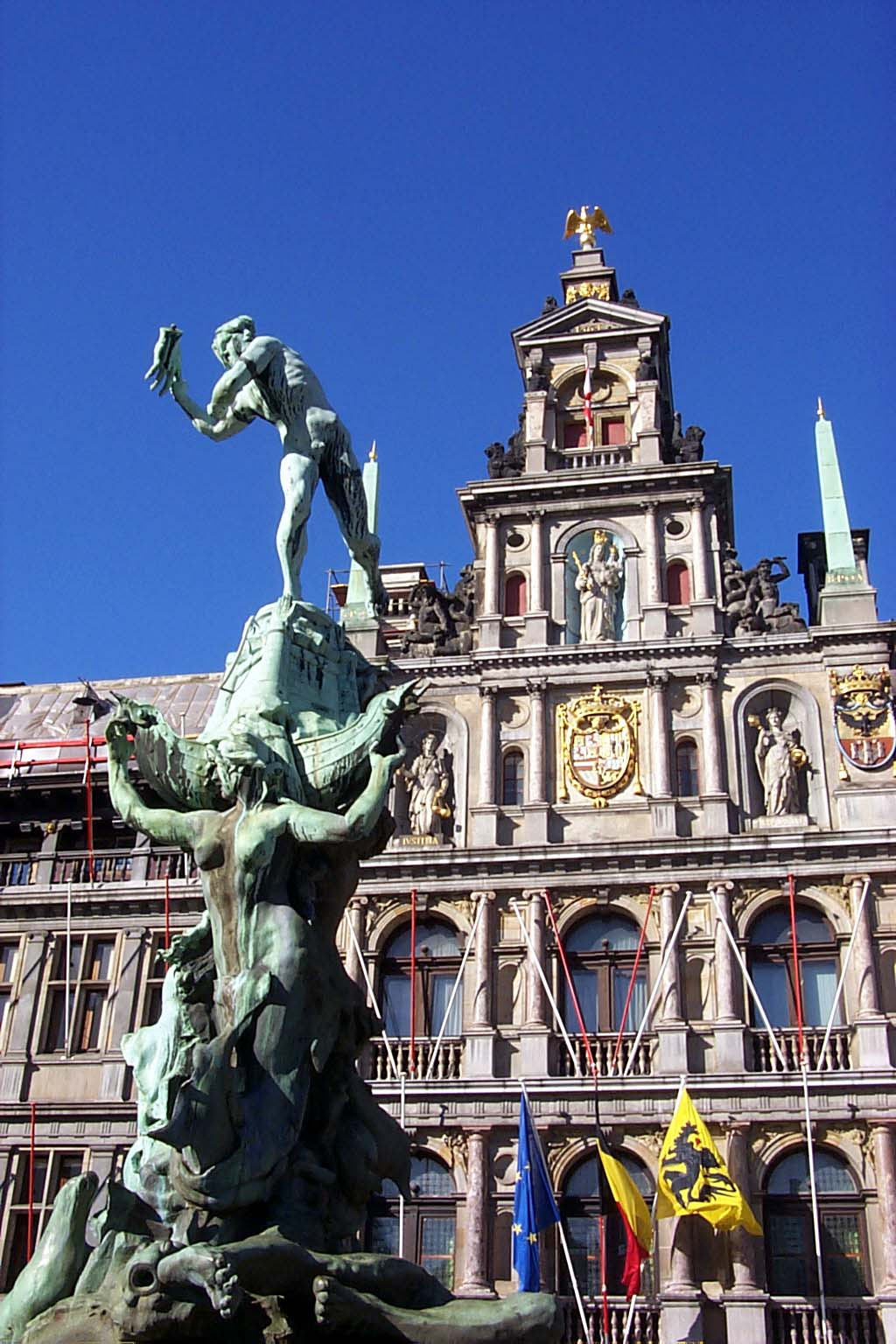
布拉博的雕像

德魯翁·安蒂岡努斯（Druon Antigonus），傳說中住在安特衛普（今比利時）的巨人，被傳說中的古羅馬戰士西爾維烏斯·布拉博（Silvius Brabo）所殺。